# Aleksandrów Łódzki
Aleksandrów Łódzki ([alɛˈksandruf ˈwuʦci]ⓘ) ist eine Stadt in der Woiwodschaft Łódź in Polen. Die Stadt mit 21.754 Einwohnern ist Sitz der gleichnamigen Stadt-und-Land-Gemeinde mit 32.685 Einwohnern (Stand 31. Dezember 2020).

## Geschichte
Die erste Besiedlung durch Menschen in der Gegend des heutigen Aleksandrów Łódzki datiert auf das Jahr 6500 vor unserer Zeit. Spuren eines Lagers wurden unweit des Dorfes Rąbień, einem Teil der Gemeinde Aleksandrów Łódzki, gefunden.
Um das Jahr 1782 waren die ersten Siedler auf den Gütern des Grundherrn Rafał Bratoszewski, eines Mitglieds der Szlachta, eingetroffen. Um 1816 gründete Bratoszewski südlich des Dorfes eine neue Siedlung, die Urzelle der späteren Stadt. Er ließ einen Markt und einige Straßen anlegen. Das Stadtrecht erhielt diese Siedlung am 22. März 1822 mit dem Namen Aleksandrów, zu Ehren des russischen Zaren Alexander I., unter dessen Herrschaft das Gebiet damals stand. Zu dieser Zeit lebten 3.086 Menschen in der Stadt, vorwiegend eingewanderte schwäbische Weber evangelisch-augsburgischen Glaubens, deren erster Pastor von 1801 bis 1830 Friedrich Georg Tuve war. Daneben siedelten sich jedoch auch Polen, überwiegend katholischen Glaubens, und Juden an.
1824 wurde das Rathaus im klassizistischen Stil errichtet. Am 6. Dezember desselben Jahres starb der Gründer der Stadt Rafał Bratoszewski. Seine Beisetzung erfolgte in der Kirche Aleksandróws. 1825 wurde der Stadt eine besondere Ehre zuteil, als Zar Alexander I. die Stadt besuchte. 1828 wurde eine neue, steinerne evangelische Kirche errichtet. Den Novemberaufstand von 1830/31 unterstützten die Einwohner mit ihrem Bürgermeister Gedeon Goedel durch die Produktion von Bandagen und Uniformen. Weiterhin sandten sie Handwerker und einen Arzt nach Warschau.
Während des Januaraufstandes 1863/64 erreichten auch Truppen der Aufständischen, unter welchen auch Einwohner der Stadt waren, den Ort. Auf Grund einer russischen Verfügung verlor die Stadt, die eine Zeit des wirtschaftlichen Niedergangs erlebte, am 1. Juni 1869 ihr Stadtrecht. Der Ort wurde der Gemeinde Brużyca Wielka angegliedert. 1888 wurde die erste mechanische Strumpffabrik des Ortes von Juliusz Paschke errichtet. In der folgenden Zeit entstand eine Vielzahl solcher Fabriken.
1903 wurden die Freiwillige Feuerwehr und der erste polnische Kulturverein für Gesang Lutnia gegründet. Sieben Jahre später wurde die elektrische Straßenbahnverbindung nach Łódź eingerichtet. Die Bevölkerungszahl nahm stetig zu und erreichte im Jahr 1921 8236 Einwohner, unter denen jeweils 1/3 Polen, Deutsche und Juden waren. 1924 erhielt Aleksandrów das Stadtrecht wieder verliehen und als Namensergänzung wurde jetzt Łódzki verwendet statt wie zuvor Łęczycki oder Fabryczny.
Am 7. September 1939 marschierte die Wehrmacht in die Stadt ein. Vom 9. November 1939 bis 1945 war Aleksandrów völkerrechtswidrig Teil des deutschen Reichsgaues Wartheland und gehörte zum neuen Landkreis Litzmannstadt. Mit der Deportation der Juden, welche einen großen Teil der Bevölkerung der Stadt stellten, in das Generalgouvernement wurde am 7. Dezember 1939 begonnen. Fast alle Juden wurden ermordet. Die deutsche Bezeichnung schwankte zunächst zwischen Alexanderhof und Alexandrow. Im Jahr 1943 wurde im Hinblick auf die textile Vergangenheit der Stadt der bis 1945 gültige Name Wirkheim festgesetzt. Die Synagoge wurde zerstört und polnische Schulen wurden geschlossen.
Am 17. Januar 1945 wurde Aleksandrów Łódzki von der Roten Armee eingenommen. In den folgenden zwei Jahren der Nachkriegszeit wurden die deutsche Bewohner aus der Stadt vertrieben. Die Stadt selbst verlor dadurch einen weiteren Bestandteil seiner Bevölkerung und hatte erstmals in ihrer Geschichte eine ethnisch homogene Bevölkerung. Nach dem Krieg begann der Wiederaufbau der entvölkerten Stadt. Vor allem die Strumpffabriken erlebten einen Aufschwung und wurden führend in Polen. Die Infrastruktur wurde 1951 bis 1953 mit dem örtlichen Flughafen ergänzt, der bis zum Brand 1961 in Betrieb war. Aber auch die kulturelle Situation verbesserte sich. Es wurden neue Schulen, Gymnasien, sowie ein Kulturhaus für die Jugend eröffnet und 1979 ein städtischer Heimatverein ins Leben gerufen. In den frühen 1990er-Jahren wurde die Straßenbahnverbindung nach Łódź geschlossen.

### Bevölkerungsentwicklung
| Jahr          | 1820  | 1870  | 1881  | 1901  | 1921  | 1939   | 1946  | 2000   | 2013   |
| Einwohnerzahl | 1.083 | 3.958 | 5.890 | 7.532 | 8.236 | 13.423 | 6.926 | 20.272 | 21.245 |

## Kultur und Sehenswürdigkeiten

### Bauwerke

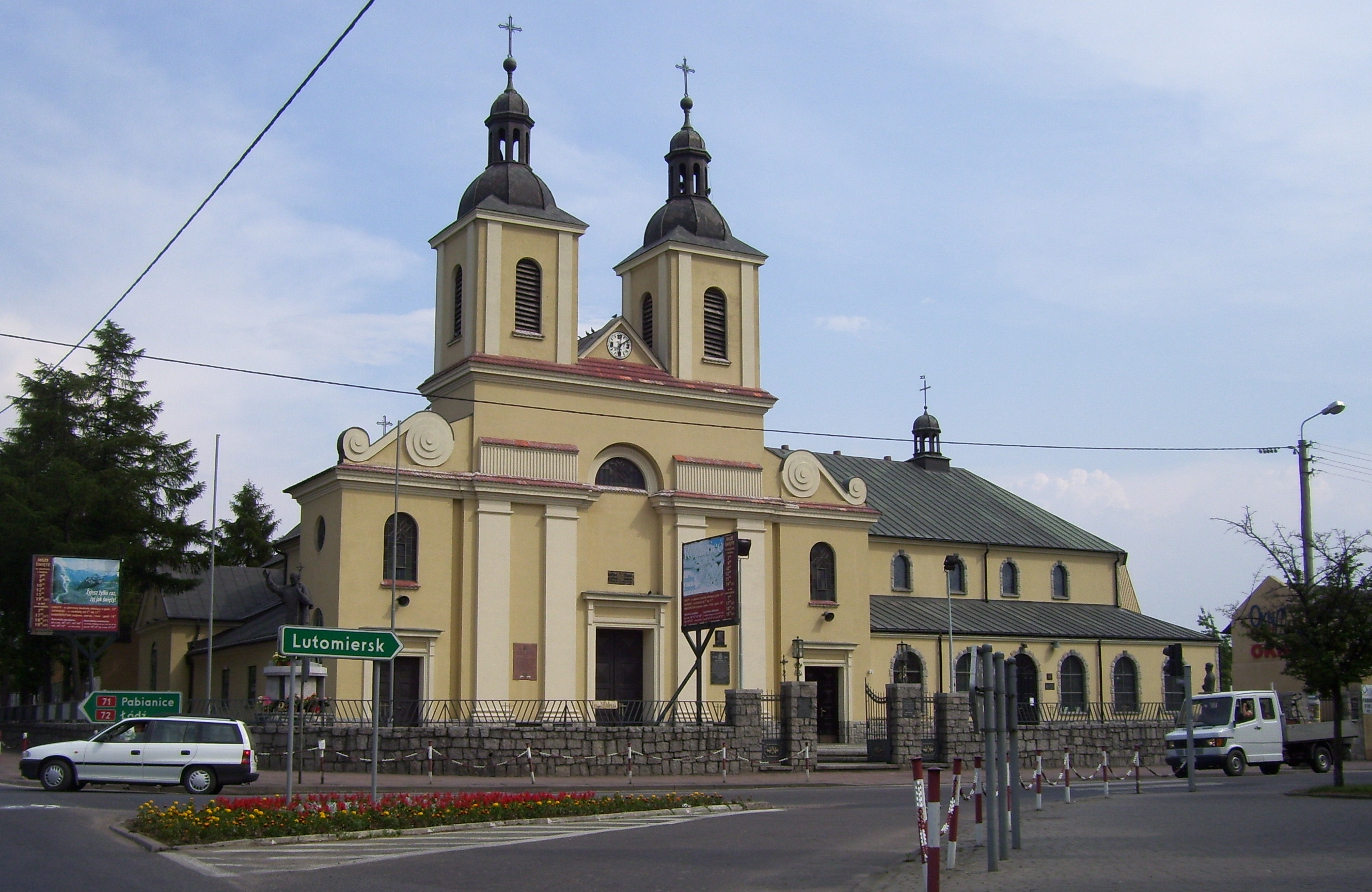
Kirche des heiligen Rafael und des Erzengels Michael

- Die Kirche des heiligen Rafael und des Erzengels Michael wurde 1816 bis 1818 errichtet und später mehrfach umgebaut. 1922–1926 wurden zwei Seitenschiffe angebaut, 1833–1935 zwei Türme und in den gerade vergangenen Jahren ein neuer Gebäudeteil, der als Neue Kirche bezeichnet wird. Unter der Kirche ist der Gründer und Namensgeber der Stadt Rafał Bratoszewski begraben.
- Die evangelische Kirche wurde 1828 errichtet, zu einer Zeit, in der die Mehrheit der Einwohner dieser Konfession angehörte. Allerdings ist die Kirche heute nur noch eine Ruine. An der Frontseite gibt es unter anderem Reliefs der Siegesgöttin Nike, Engel und evangelische Symbole. Es gibt Bestrebungen zu einem Wiederaufbau der Kirche.
- Das Rathaus der Stadt wurde 1824 errichtet als Gedeon Goedel Bürgermeister des Ortes war. An der Vorderseite des Gebäudes ist ein Relief der Göttin der Gerechtigkeit und der Ordnung Themis zu sehen, als Symbol der richterlichen Tätigkeiten, die früher auch im Rathaus abgehalten wurden.
- Das Gebäude der Bibliothek wurde 1848 errichtet und war ursprünglich das Wohnhaus des Pfarrers der evangelischen Kirche.
- Der Friedhof der Stadt beherbergt das Grab von Friedrich Georg Tuve, einem evangelischen Pfarrer, der 1830 gestorben ist. Dieses Grab stellt das älteste des Friedhofs dar.
- Weberhäuser aus der ersten Hälfte des 19. Jahrhunderts sind in der ganzen Stadt zu finden. Es sind einstöckige Holzhäuser, in denen sich früher neben den Wohn- auch die Werkstätten der ersten Einwohner des Ortes befanden.
- Die Villa und Fabrik Albert Stillers befindet sich in der Straße Wojska Polskiego 31. Zur Zeit ihrer Errichtung 1908 war die Fabrik eine der größten und modernsten der Stadt.
- Die Strumpffabrik von Adolf Greilich („AGA – Adolf Greilich Alexandrow“, ab 1922 „Adolf Greilichs Erben“) befindet sich in der Lentschützer Straße 1/Łęczyckiej 1 unmittelbar gegenüber der Evangelischen Kirche am Ring. 1893 gegründet, war sie die erste mechanisch betriebene Fabrik am Ort, 1926 war sie die erste, die moderne flache Feinstrumpfmaschinen einsetzte, sie erhielt verschiedenste Preise und Auszeichnungen, unterhielt Agenten in Petersburg, Moskau, Tomsk, Riga, Charkow, Rostow, Kiew sowie Odessa und erwuchs schließlich in den 1930er Jahren zum größten Strumpfhersteller Polens. Heute beherbergt das Gebäude eine Berufsschule. Die Fabrikation wurde nach dem Krieg als „Mechanische Strumpffabrik Greilich OHG“ im Raum Nürnberg neu aufgenommen.

### Parks
- Der Stadtpark ist ein ehemaliger Spaziergarten im englischen Stil, der 1824 durch den Eigentümer der Stadt Rafał Bratoszewski angelegt wurde.

### Sport
In der Stadt gibt es eine moderne Sporthalle und ein modernes Schwimmbad namens Olimpijczyk. Im Schwimmbad gibt es ein Becken mit einer Grundfläche von 25 m × 12,5 m und einer Tiefe von 1,20 bis 1,80 m. Weiterhin bietet die Anlage ein Kinderbecken, eine große Außenrutsche, einen Whirlpool, Sauna und Solarium.
- Der Fußballverein SOKÓŁ – Syguła Aleksandrów Łódzki wurde im Juli 1998 gegründet.
- MULKS Aleksandrów ist ein Fußballverein für Kinder.
- MKS Aleksandrów ist ein Leichtathletikverein.

## Gemeinde
Zur Stadt-und-Land-Gemeinde (gmina miejsko-wiejska) Aleksandrów Łódzki gehören die Stadt selbst und 22 Dörfer mit Schulzenämtern. etwa 153 km²

### Wirtschaft
56 Hektar des Gemeindegebietes sind Teil der Sonderwirtschaftszone Łódź mit steuerlichen Vergünstigungen für Investoren. Die Stadt hat 2623 registrierte Unternehmen. 38 % davon in der Textilindustrie, 24 % im Handel, 5 % in Fahrzeugmechanik und Transport. Weitere Unternehmen sind im Baugewerbe, der Elektromechanik und der Schuhmacherei tätig.

## Söhne und Töchter der Stadt
- Adolf Greilich (1871–1922), Fabrikant und Politiker
- Adolf Kargel (1891–1985), Chefredakteur der Lodzer „Freien Presse“
- Renate Koch (* 1943), deutsche Politikerin, Landrätin des Kreises Meißen
- Izrael Poznański (1833–1900), Textilunternehmer in Łódź
- Włodzimierz Smolarek (1957–2012), polnischer Fußballspieler